# Craig Newmark
Craig Alexander Newmark (Morristown, Nova Jersey, 6 de desembre de 1952) és un emprenedor d'Internet mundialment reconegut per ser el fundador de Craiglist, una de les primeres webs 2.0 que van fer fortuna.
Newmark va estudiar a la Morristown High School i, un cop graduat, va estudiar Ciències de la Computació a la Case Western Reserve University.
Newmark és un dels principals defensors de la llibertat d'Internet. Un exemple de la seva implicació en aquesta tasca és la donació de $10,000 a NewAssignment.Net, una organització sense afany de lucre, l'objectiu de la qual és combinar la feina d'amateurs i professionals per a publicar recerques diverses a Internet.